# Roggentin (Mirow)
Roggentin is een ortsteil van de Duitse stad Mirow in de deelstaat Mecklenburg-Voor-Pommeren. Tot 25 mei 2014 was Roggentin een zelfstandige gemeente.